# Entre-Ijuís
Entre-Ijuís es un municipio brasileño del estado de Rio Grande do Sul. Tiene una población estimada, en 2021, de 8350 habitantes.
Ocupa una superficie de 552,99 km².

## Historia
Al no haber manera de atravesar el río Ijuí - Grande, los primeros jesuitas que llegaron a la región estuvieron a punto de construir la última reducción de Santo Ângelo de ese lado del río. Solían elegir lugares altos para la fundación de las reducciones, facilitando así la comunicación entre sí, ya que debería poder verse la reducción de São João, recibiendo las comunicaciones por medio de espejos durante el día y señales luminosas durante las noches.[cita requerida]
El 22 de marzo de 1873, Santo Ângelo se separaba de Cruz Alta y el paso de Ijuí comenzaba a tener los primeros pobladores. Cuando el gobierno delegó los poderes a la Delegacia de Terras en 1890, comenzó un proceso de colonización de la cuenca del río Ijuí del que estuvo a cargo el ingeniero José Manuel da Siqueira Couto.
El 18 de octubre de 1890 era fundada la colonia de Ijuí - Grande, con una gran extensión de tierras ubicadas en la margen izquierda del río Ijuí, donde con el tiempo surgiría la actual ciudad de Ijuí.
En 1948 fue creado el distrito de Entre-Ijuís por Ley municipal n.º 3 del 26 de agosto. Entre-Ijuís pasa a tener ese nombre por estar en medio de los ríos Ijuí Grande, al norte; Ijuizinho, al oeste; el Chuni, al sur; y nuevamente el río Ijuí Grande al este.
En 1952 se inaugura un puente de concreto, obra realizada por el entonces gobierno estadual de Ernesto Dorneles.